# Грін Леонід Гаврилович
Грін Леонід Гаврилович (19 червня 1947, Дніпропетровськ, СРСР) — американський диригент радянського походження.

## Біографія
Леонід Грін народився в Дніпропетровську. З дитинства вивчав фортепіано та композицію. Пізніше вивчав диригування в Московській консерваторії у Льва Гінзбурга та Кирила Кондрашина. Був призначений молодшим диригентом Московського філармонічного оркестру. До еміграції Леонід Гаврилович диригував оркестрами по всьому Радянському Союзу, включаючи Ленінградський філармонічний оркестр і Симфонічний оркестр Московського радіо.

## В еміграції
У 1981 році Грін разом із сім'єю емігрував до США. Невдовзі Леонард Бернштейн став його наставником і обрав його одним із перших диригентів Лос-Анджелеського філармонічного оркестру. Грін диригував і записувався з різними оркестрами в Північній Америці та Західній Європі.

## Досягнення
Грін працював музичним керівником Філармонічного оркестру Тампере, Симфонічного оркестру Сан-Хосе.
Серед солістів, з якими співпрацював Грін, є Йо-Йо Ма, Іцхак Перлман, Барбара Хендрікс, Міша Майський, Єфим Бронфман, Євген Кісін, Фредеріка фон Штаде та Ісаак Штерн.
Грін працював професором симфонічного та оперного диригування на факультеті Університету Х'юстона (Школа музики Мурса), Фестивалі Менухіна в Гштааді та Академії Ярві. Його найвідомішим учнем є Пааво Ярві.